# Micrococcus flavus
Micrococcus flavus (лат.) — вид микрококков. Несколько штаммов этого вида были неоднократно обнаружены в активном иле задолго до того, как он был классифицирован как Micrococcus flavus (Пеинтер, 1983; Катаока и др., 1996; Визер и др., 2002). С момента первого его описания несколько поправок к нему было сделано на основе изучения утилизации им глюкозы, содержания ГЦ в геномной ДНК и анализа последовательностей генов 16s рРНК.

## История изучения
В 2007 году бактериальный штамм LW4T был выделен из активного ила из последовательного очистного реактора смешанных сточных вод из различных нитроароматичних соединений (нитробензола, нитрофенола, 2,4-динитрофенола) и анилина. Реактор проработал в течение 1 года на момент, когда осадок отбирали, и обнаружили данный штамм. Часть микроорганизмов была посеяна на пластины агара. Пластины инкубировали при 30 °С в течение 1 недели. Единичные колонии на пластинах были неоднократно отобраны и идентифицированы как бактериальный штамм LW4T.

## Описание
Клетки штамма LW4T — грамположительные кокки, с диаметром в диапазоне от 0,7 до 1, мкм. Жгутиков не наблюдалось. Колонии жёлтые, гладкие, круглые, после 3 дней культивирования на питательном агаре достигали 0,5—1,5 мм в диаметре. Штамм LW4T вырос в аэробных условиях в диапазоне температур 26—34 °С и рН 5—9. Оптимальный рост наблюдался при 30,5—31,5 °С и рН 6,0—6,2.
В составе клеточной стенки M. flavus имеет редкий тип пептидогликана, из субъединиц L-Lys-пептида — признак, по которому данный вид можно уверенно отнести к микрококкам.